# Generalist
Een generalist is iemand die niet ergens (beroepsmatig) in is gespecialiseerd, maar over allerlei onderwerpen een behoorlijke basiskennis heeft. Er is echter zoveel te weten dat er strikt genomen geen generalisten bestaan. De meeste generalisten hebben vooral kennis op sociaal, cultureel, economisch en juridisch vlak, maar weten zelden veel op bèta- of technisch gebied.
Bij televisieprogramma's zijn er quizzen die specialistische vragen stellen, zoals Per Seconde Wijzer en De Canvascrack. Twee voor twaalf, Blokken, De Slimste Mens ter Wereld en Miljonairs stellen vragen voor generalisten.

## Ecologie
Een generalist of ubiquist is een plant- of diersoort die in zeer veel uiteenlopende biotopen kan worden aangetroffen. Het tegengestelde is een specialist, een soort met een smalle ecologische amplitude.